# Temperamento (psicologia)
Temperamento designa em psicologia um aspecto especial da personalidade: as particularidades do indivíduo ligadas à forma do comportamento, principalmente ligadas aos "três Ás da personalidade": afetividade, atividade (excitação) e atenção. A conceituação de temperamento é no entanto difícil de entender e se confunde muitas vezes com outros conceitos como traços de personalidades e motivos.
Por muitos traços de temperamento estarem ligados a tendências disposicionais da pessoa de vivenciar determinadas emoções ou humores de maneira relativamente intensa ou frequente, definiram-no alguns autores (Wundt, Allport, Mehrabian) com base em tais disposições. No entanto tal definição mostra-se restrita, por não incluir traços como hiperatividade, atenção, perseverança, tradicionalmente vistos como parte do temperamento. Rothbart e Bates (1998) fazem todas as diferenças de temperamento derivarem dos três As — afetividade, ativação (excitação) e atenção. Buss e Plomin (1984) especificaram ainda mais essa definição: para eles temperamento é o conjunto de traços de personalidade (i) observáveis desde os primeiros anos de vida, (ii) influenciados em grande parte geneticamente e (iii) estáveis a longo prazo. Também essa definição não é plenamente satisfatória, por não diferenciar os traços de temperamento de outros traços de personalidade. Apesar da dificuldade com respeito à definição do termo, reina unanimidade quanto ao fato de inteligência e capacidades e interesses culturais não fazerem parte dela.
O termo também é usado em linguagem comum — ou seja, no âmbito da psicologia do senso comum — muitas vezes como sinônimo de personalidade, caráter ou índole. Esse uso na linguagem quotidiana dificulta ainda mais a definição do termo.

## Etimologia
Do latim temperare = por na medida conveniente

## Teorias do temperamento

### A teoria de Hipócrates
Hipócrates, filósofo grego, foi o primeiro a formular uma teoria do temperamento, baseando-a na teoria dos quatro elementos de Empédocles. Segundo ele há quatro tipos de temperamento, conforme domine no corpo do indivíduo um dos quatro fluidos corporais (humores): sanguíneo (sangue), fleumático (linfa ou fleuma), colérico (bílis) e melancólico (astrabílis ou bílis negra). Cada um deles possui uma determinada característica:
- Sanguíneo: expansivo, otimista, mas irritável e impulsivo;
- Fleumático: sonhador, pacífico e dócil, preso aos hábitos e distante das paixões;
- Colérico: ambicioso e dominador, tem propensão a reações abruptas e explosivas;
- Melancólico: nervoso e excitável, tendendo ao pessimismo, ao rancor e à solidão.

Essa teoria entrou na Idade Média através de Galeno e influenciou todo o pensamento ocidental.

### A teoria de Eysenck
Wundt, baseado em Hipócrates, definiu duas dimensões do temperamento: "intensidade dos movimentos internos (emoções)" (Stärke des Gemütsbewegungen) e "velocidade da variação dos movimentos internos (emoções)" (Schnelligkeit des Wechsels der Gemütsbewegungen). Através de uma análise fatorial de questionários de personalidade Hans Eysenck encontrou também duas dimensões que, grosso modo, correspondem àquelas postuladas por Wundt. A dimensão “intensidade das emoções” foi chamada de extroversão e seus pontos extremos foram considerados por Eysenck como correspondentes aos tipos introvertido e extrovertido da classificação de Carl G. Jung. Para este pessoas introvertidas são “voltadas para dentro” e fechadas; já pessoas extrovertidas são “voltadas para fora”, abertas e assim mais simpáticas e acessíveis. A segunda dimensão de Wundt foi chamada por Eysenck de neuroticismo e descreve a instabilidade emocional. O nome vem da observação feita pelo pesquisador, de que os neuróticos frequentemente têm um humor instável e variável. O sucesso do sistema de classificação dimensional de Eysenck deve-se sobretudo ao fato de suas duas dimensões terem sido confirmadas por praticamente todas as análises fatoriais de traços de personalidade desde então, inclusive o muito difundido modelo dos Big Five.
Para a medição desses traços de personalidade Eysenck desenvolveu o EPI (Eysenck Personality Inventar; Eysenck & Eysenck, 1968). A pesquisa de Eysenck descobriu que pessoas com alto nível de neuroticismo tendem a relatar mais problemas físicos e mentais e mais afetos negativos, enquanto pessoas com alto nível de extroversão tendem a ter um comportamento mais sociável (ir a festas, sair) e descrevem ter afetos mais positivos.
A teoria de Eysenk inclui, além das duas dimensões, uma descrição de sua basa fisiológica, ligando-as ao funcionamento de determinadas áreas cerebrais e do sistema límbico. Sua explicação dos mecanismos corporais que levam à formação do temperamento pode ser considerada falsificada pela pesquisa atual.

### A teoria de Gray (1982)
Gray (1982) propôs uma ampliação da teoria de Eysenck. Segundo ele o ser humano apresenta três sistemas de comportamento (ing. behavioral systems) que atuam em situações emotivas:
- Um Sistema de ativação comportamental (BAS, ing. behavioral approach system), que organiza as reações a estímulos condicionados ligadas a um reforço, tanto positivo quanto negativo (não-punição) (ver condicionamento operante) e que conduz a um comportamento de aproximação (ou seja à realização do comportamento);
- Um Sistema de inibição comportamental (BIS, ing. behavioral inhibition system), que organiza as reações a estímulos desconhecidos ou que estão ligadas a uma punição, tanto positiva quanto negativa (supressão de um reforço) e que conduz a uma inibição do comportamento (ou seja à sua não realização), a um aumento da tensão, da atenção e da excitação do sistema límbico e
- Um Sistema de luta-fuga (ing. fight/flight system), que organiza as reações a estímulos incondicionados ligados a perigos (ver condicionamento clássico) que conduz a um ataque defensivo ou à fuga, de acordo com a situação.

Um quarto sistema ligado a estímulos incondicionados positivos não existe, segundo Gray; segundo ele para tais estímulos há uma série numerosa de sistemas diferentes. Apesar de basear sua teoria em descobertas neurofisiológicas Gray, ao contrário de Eysenck, não procurou uma base anatômica para seus sistemas de comportamento. Sua teoria adquire assim um valor mais heurístico (isto é, gerador de hipóteses a serem comprovadas) do que descritivo.
De acordo com Gray a diferenças interindividuais nas sensibilidades do BIS e do BAS constituem duas dimensões ortogonais (independentes), que podem ser chamadas inibição e ativamento. Segundo Gray (1987) essas duas dimensões correspondem grosso modo os conceitos comuns de ansiedade e impulsividade. Assim, segundo a presente teoria, uma inibição intensa caracteriza-se por uma grande sensibilidade com relação a situações desconhecidas e punições (positivas e negativas), enquanto um forte ativamento caracteriza-se por uma grande sensibilidade com relação a reforços (positivos e negativos). Essas duas dimensões estão intimamente relacionadas com as dimensões de Eysenck, mas em uma rotação de 45° com relação a essas, como mostra a tabela:
| Alta inibição                               |             |             | Alto ativamento |
| ------------------------------------------- | ----------- | ----------- | --------------- |
| Alto neuroticismo (emocionalmente instável) |             |             |                 |
| Baixo neuroticismo (emocionalmente estável) |             |             |                 |
| Baixo ativamento                            | Introversão | Extroversão | Baixa inibição  |

Assim, se vê que pessoas com uma alta inibição têm, de acordo com Gray, um alto nível de neuroticismo e ao mesmo tempo um alto nível de introversão, enquanto uma baixa inibição significa um baixo grau de neuroticismo e um alto grau de extroversão. A pesquisa empírica conseguiu comprovar que as dimensões de Gray são de fato independentes (ortogonais), no entanto elas têm uma correlação muito grande com as dimensões de Eysenck — BAS com extraversão e BIS com neuroticismo — de forma que não se pode afirmar que as teorias de Eysenck e de Gray descrevam fenômenos distintos. Essa é uma tarefa aberta para a pesquisa futura.

### Modelo de temperamento e caráter de Cloninger (1987)
C. Robert Cloninger, em seus estudos sobre a genética da personalidade e interação com o ambiente, observou quatro dimensões do temperamento, correlacionadas a determinados circuitos de neurotransmissores nos sistemas do cérebro. No entanto, vendo necessidade de descrever a personalidade para além do temperamento, ele adicionou três dimensões que constituem o caráter. Ambos possuem herdabilidade semelhante, de 27% a 45%, porém enquanto o temperamento é responsável por uma atividade comportamental de programação mais rígida, como os vieses afetivos, o caráter é formado por processos cognitivos superiores de autoconsciência e desenvolvido ao longo da vida conforme a maturação psíquica: Cloninger considera que, entre pessoas de mesmo temperamento, o que distingue a personalidade saudável daquela com anormalidades disfuncionais é o grau da presença das três dimensões de caráter – autodirecionamento, cooperatividade e autotranscendência – que, simultaneamente em pleno nível, são necessárias ao bem-estar máximo. "O desenvolvimento do bem-estar (ou seja, presença de felicidade e ausência de tristeza) depende da combinação de todos os três aspectos da consciência autoconsciente. A falta de desenvolvimento de qualquer um dos três fatores deixa a pessoa vulnerável ao surgimento de conflitos que podem levar a uma espiral descendente de pensamento até um estado de depressão". Seu modelo de 7 fatores veio a constituir o Inventário de Temperamento e Caráter.
| Temperamento                                  | Sistema neurotransmissor       |
| --------------------------------------------- | ------------------------------ |
| Busca de sensação (exploração)                | Baixa atividade dopaminérgica  |
| Evitação de danos (esquiva)                   | Atividade serotoninérgica alta |
| Dependência de recompensa (vinculação social) | Baixa atividade noradrenérgica |
| Persistência (reforço parcial)                | Atividade glutamatérgica alta  |